# Buļļuciems
Buļļuciems – jeden z mikrorejonów Rygi – stolicy Łotwy – położony w dystrykcie Kurzeme. Według danych na rok 2021 Buļļuciems zamieszkiwało 314 osób, a gęstość zaludnienia wyniosła 44,85 os./km².

## Geografia
Całkowita powierzchnia Buļļuciems wynosi 7 km², czyli prawie 1,5 raza więcej niż wynosi średnia powierzchnia wszystkich mikroregionów Rygi. Graniczy z Daugavgrīva oraz Kleisti.

## Galeria

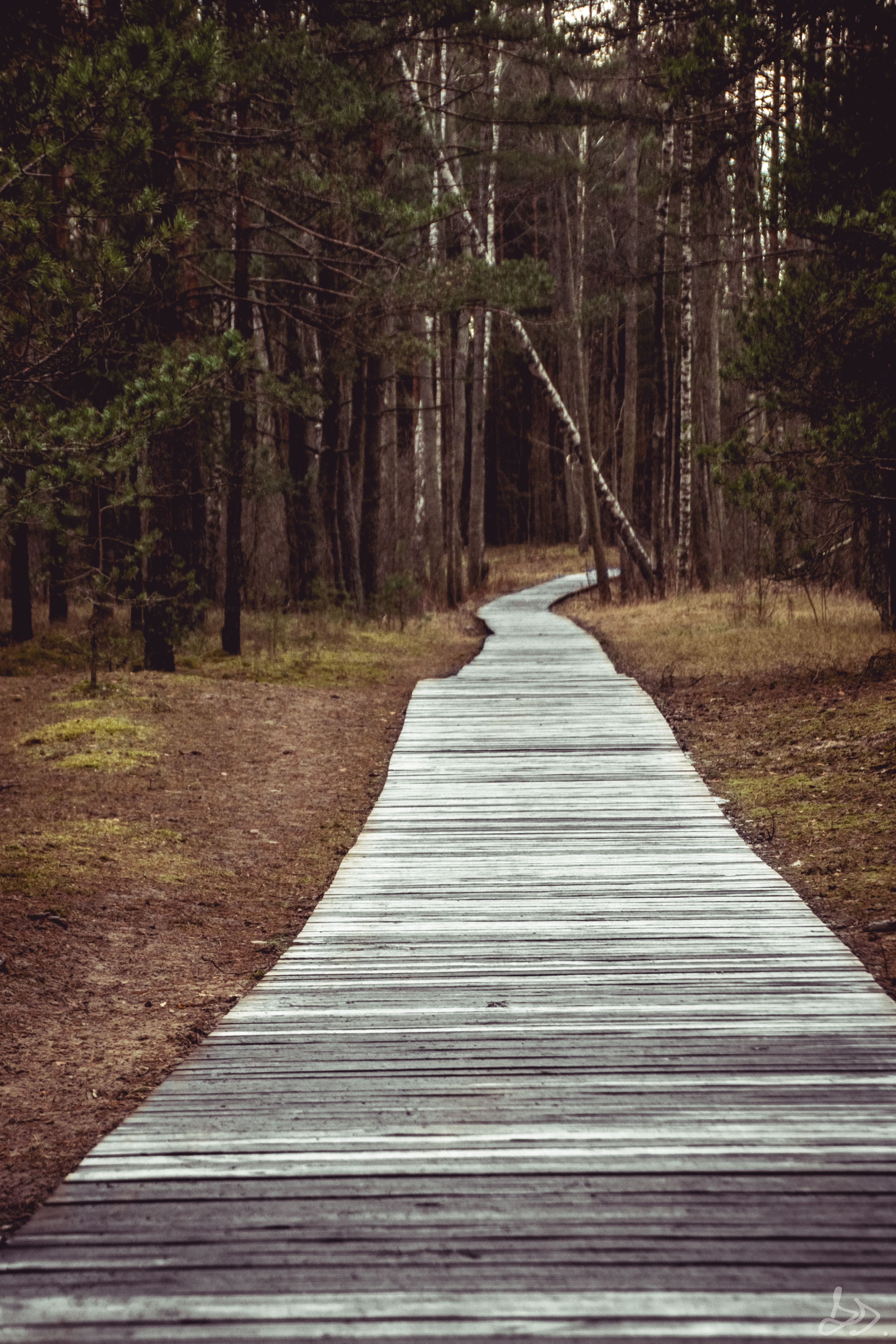
Zdjęcie lasu w Buļļuciems
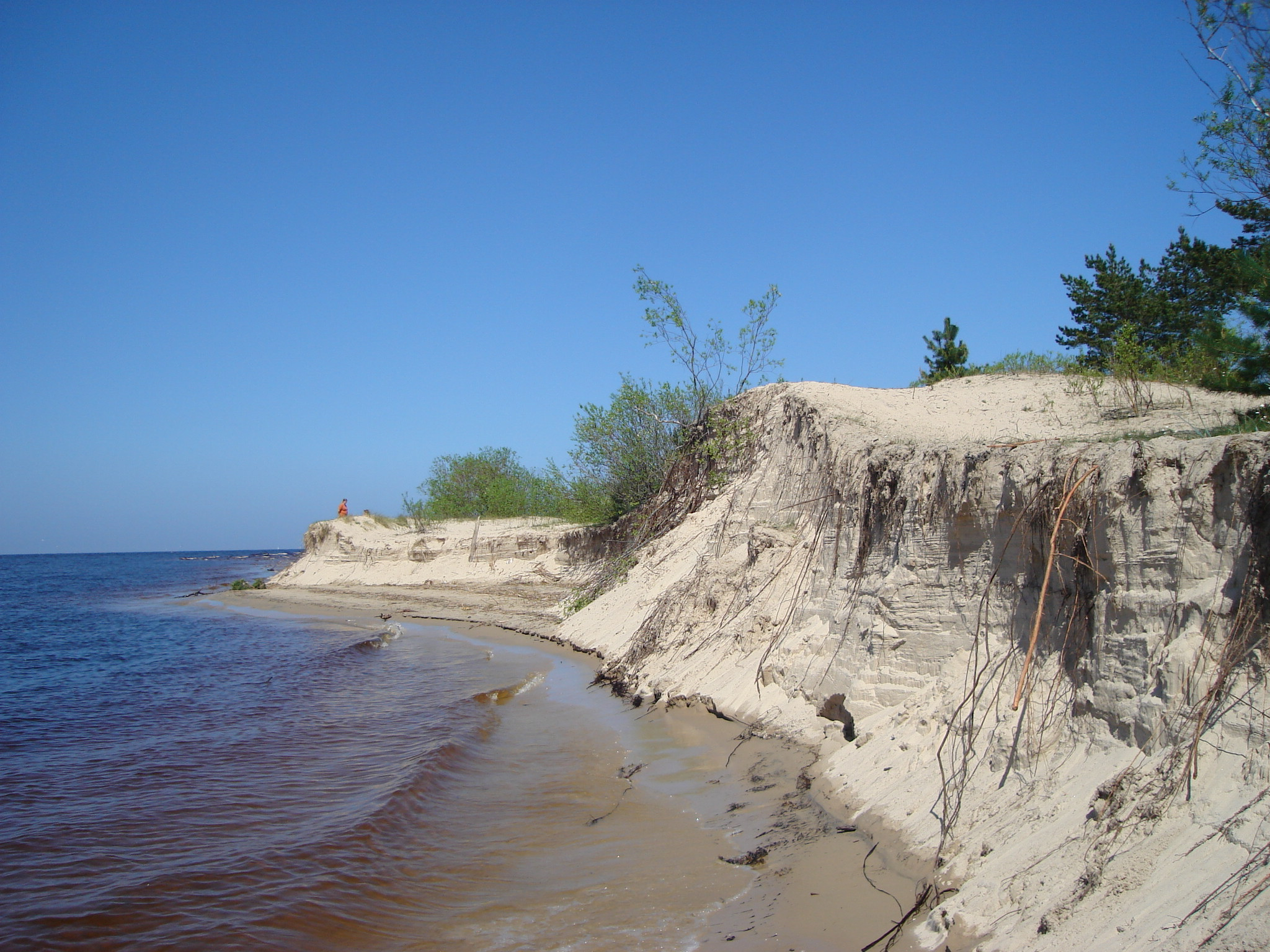
Brzeg Dźwiny w Buļļuciems
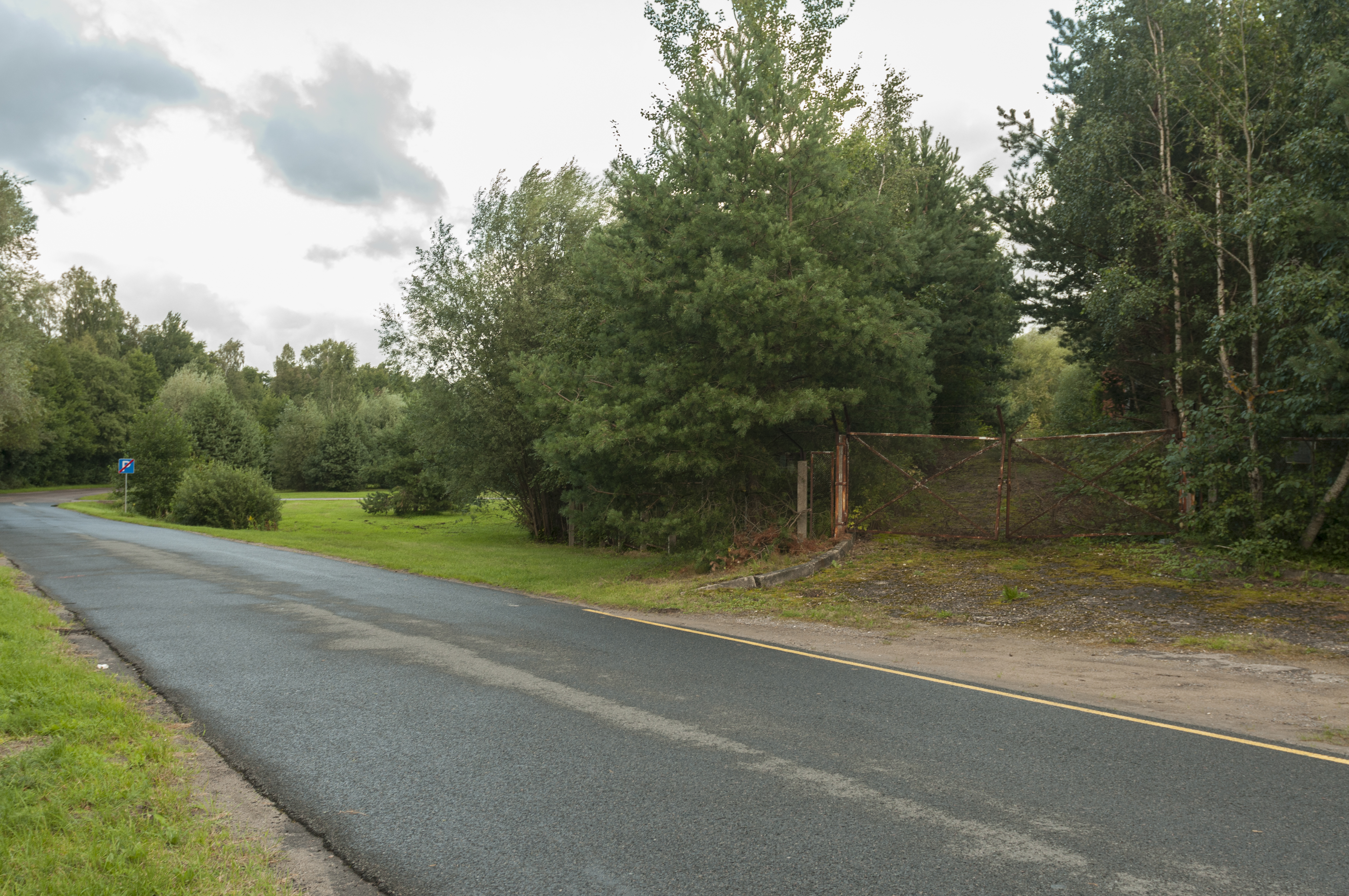
Droga w Buļļuciems
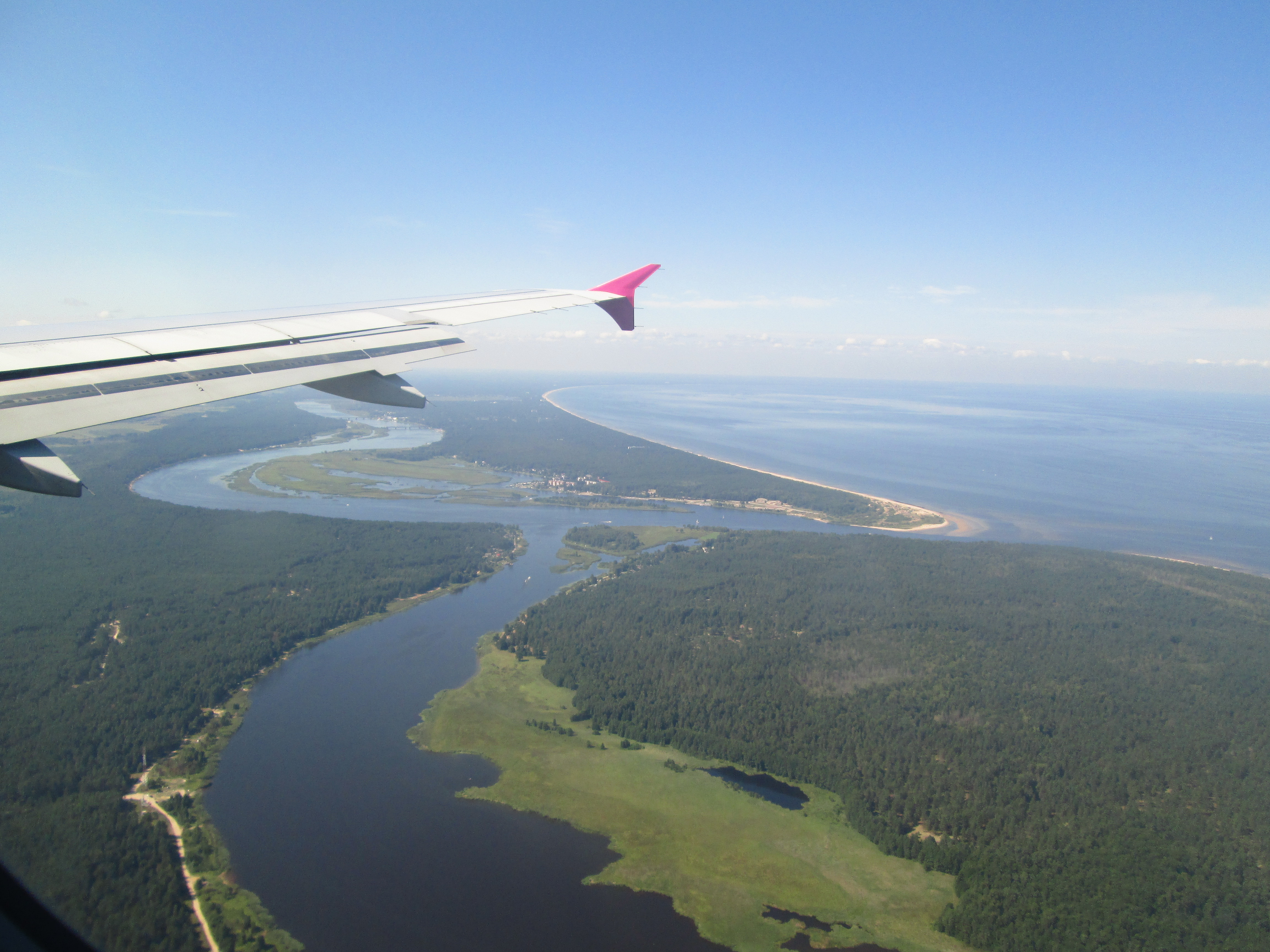
Panorama Buļļuciems (zdjęcie wykonane z samolotu)
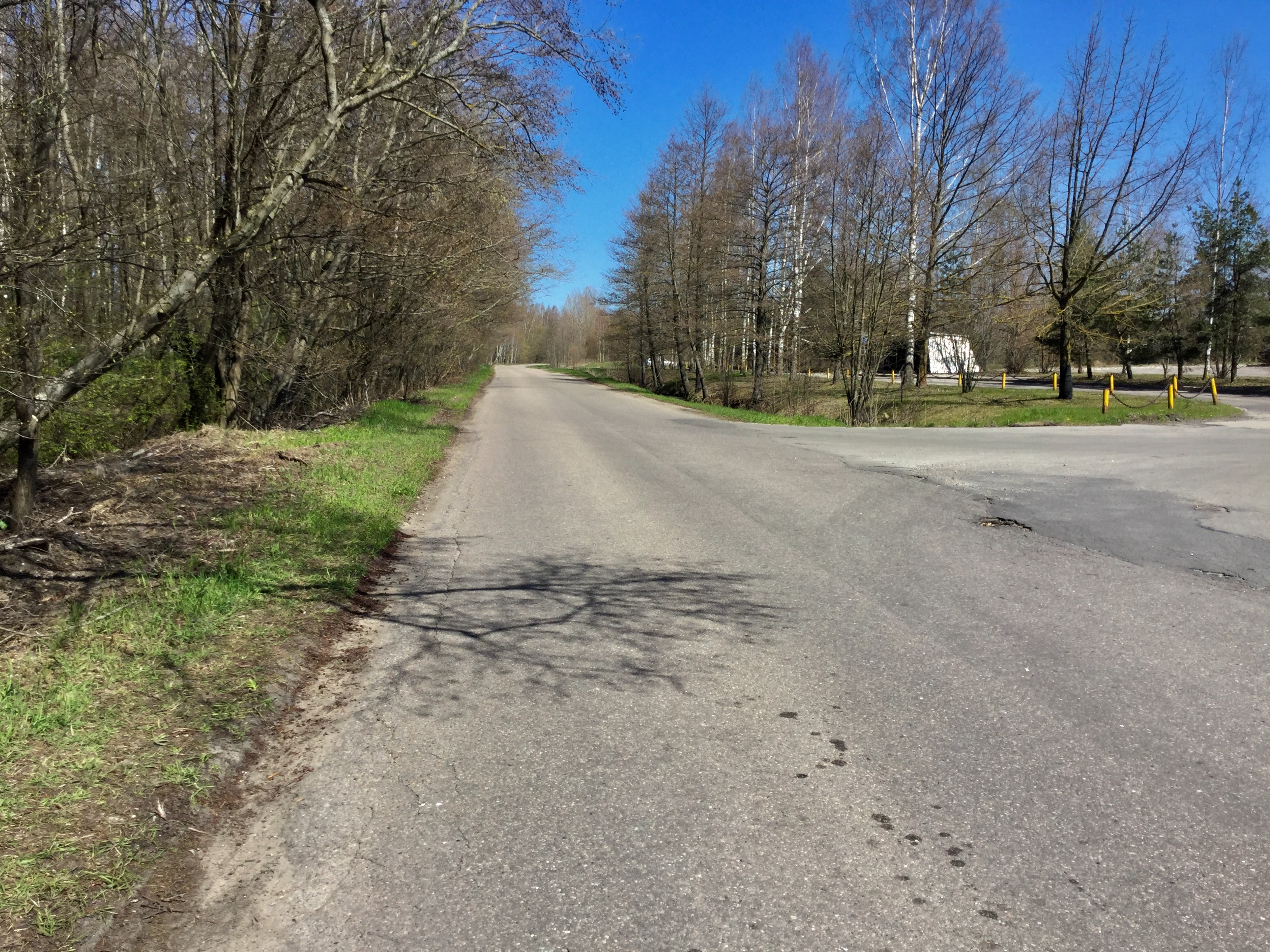
Droga w Buļļuciems